# Хумбан-Халташ II
Хумбан-Халташ II (д/н — 31 серпня 675 до н. е.) — співцар Еламу близько 681—675 років до н. е. В ассирійських хроніках відомий як Умманалдаш або Умманігаш.

## Життєпис
Походив з династії Хумбан-тахрідів. Син царя Хумбан-Халташа I (за іншою, менш достовірною версією, син Кутір-Наххунте III). Посів трон 681 року до н. е. після смерті Хумбан-Халташа I.
Боровся з іншим еламським царем Шілхак-Іншушинаком II. Водночас відмовився від активної зовнішньої політики, дотримуючись союзних відносин з Ассирією. 679 року до н. е. наказав стратити Набу-зер-кіті-лішіра, (сина Мардук-апла-іддіни II), який повстав на півдні Вавилонії, а після поразки біля міста Ур втік до Еламу.
Близько 675 році до н. е. вирішив виступити проти Ассирії, оскільки в цей час цар [[]Асархаддон] зазнав невдачі в поході до Аравії. Спочатку було захоплено й пограбовано місто Сіппар, але подальший опір вавилонян змусив Хумбан-Халташ II повернутися до себе. У серпні того ж року він раптово помер у Сузах. Припускають, що його могли вбити ассирійські шпигуни. Йому спадкував брат Уртаґу.